# لیسینیاگو
لیسینیاگو (به ایتالیایی: Lisignago) یک منطقهٔ مسکونی در ایتالیا است که در ترنتینو واقع شده‌است.

## خصوصیات
لیسینیاگو ۷٫۲ کیلومترمربع مساحت و ۵۰۳ نفر جمعیت دارد.